# Владан Вучковић
Владан Вучковић (Крагујевац, 24. јануар 1928 — Београд, 6. октобар 2006) био је инжењер електротехнике, доктор наука, професор универзитета, директор Центра за аутоматику и регулацију у Институту „Никола Тесла“ у Београду и предавач на Електротехничким факултетима у Београду, Нишу и Новом Саду.
За време 40–годишњег стажа радио је паралелно у институту „Никола Тесла“ и на електротехничким факултетима где је поставио и предавао више предмета: Енергетска електроника, Прелазне појаве код електричних машина, Електромоторни погони, Микропроцесорско управљање у енергетици итд. Објавио је преко 100 научних радова и три уџбеника. Пензионисан је као редовни професор на Електротехничком факултету у Београду.
Поред своје струке, свирао је клавир, бавио се проблемским шахом и добро играо бриџ.

## Биографија
Његов отац Светислав Вучковић (1902–1973) био је електромашински инжењер и пре Другог светског рата један од старешина Соколског покрета. Мајка Славка (1903–1983) била је професор гимнастике на Државном институту за фискултуру, ДИФ (сада Факултет спорта и физичког васпитања). Његов млађи брат Драган Вучковић (1930–1998) звани Малиша, био је саобраћајни инжењер, запослен у Институту за саобраћај, доцент на Саобраћајном факултету у Београду и вишеструки шампион Југославије у ауто–релију. Његова млађа сестра Ида (Иванка) Ћирић (1932–2007) била је значајна српска графичарка–илустраторка за децу.
Супруга Јока (Ниш 1929. — Београд, 2017) била је инжењер електротехнике у Институту „Никола Тесла“. Нису имали деце.
Владан Вучковић је основну и средњу школу завршио у Београду. Завршио је средњу музичку школу „Станковић“ и студирао клавир на Музичкој академији.

## Професионална биографија
Дипломирао је 1953. на Електротехничком факултету у Београду. Од 1954, па све до 1995. године радио је у Институту „Никола Тесла“ у Београду, са прекидом од пет година, од 1989. до 1993, када је у звању редовног професора радио на Електротехничком факултету у Београду.
Институт „Никола Тесла“ био је његова матична кућа. У Центру за аутоматику и регулацију, под Владановим вођством, у стручном, научном и сваком другом погледу радио је у областима које су у вези са електричном енергијом, њеним претварањем, преношењем и управљањем. Развијао је идеје, теорију, методе, системе, елементе и уређаје, са циљем да се уведу савремене тековине науке у привреду и научним методама решавају проблеми из привреде. Заједно са сарадницима је конструисао преко 50 врста уређаја из подручја енергетске електронике.
Вучковић је 1957. године на Електротехничком факултету у Београду изабран за хонорарног асистента за предмет Електричне машине, а 1963. за хонорарног предавача. Докторат под називом „Приказивање рада машина наизменичне струје на моделу“ одбранио је 1965. на Електротехничком факултету у Београду. У овом, за то време врло занимљивом и значајном раду, он је систематизовао све до тада познате динамичке моделе електричних машина, и утврдио њихове узајамне корелације, што је омогућило једноставнији приступ избору адекватног мода за различите намене. Радови који су следили из овог доктората су често цитирани, и представљали су основну литературу низу млађих сарадника, последипломаца и доктораната који су под руководством проф. Вучковића радили на примени модела машина у управљачким алгоритмима све до данашњих дана. Књига под називом Општа теорија електричних машина, која је проистекла из његовог рада на докторату, објављена је тек 1992. године. Владан Вучковић изабран је 1970. за хонорарног доцента на Факултету, и држао предавања из изборног предмета Трансдуктори, а од 1972. и предавања на редовном курсу на последипломским студијама Прелазни процеси у електричним машинама.
Почетком 1970–их проф. Вучковић почиње свој пионирски рад у једној у то време сасвим новој области, Енергетска електроника. Као резултат тога, заједно са колегама из Института „Никола Тесла“ покреће покреће стручно–научне скупове под називом „Саветовања о енергетској електроници“, који се први пут одржавају 1973. у Београду. Ова конференција касније прераста у југословенску, а данас има међународни значај. Године 2005. одржана је 12. по реду, а последња на којој је проф. Вучковић активно учествовао. Октобра 2017. одржана је 19. по реду у Новом Саду.
У звању ванредног професора са непуним радним временом изабран је 1976. на Електротехничком факултету у Београду, а 1977. на Електронском факултету у Нишу, на коме оснива и дуги низ година држи предмет Енергетска електроника.
Почетком 1989. године Вучковић је изабран за редовног професора, а од школске 1989/1990. заснива стални радни однос на Електротехничком факултету, где држи наставу из предмета Електромоторни погони и Регулација електромоторних погона на редовним студијама, и учествује у извођењу наставе на последипломским студијама. На овом послу остаје све до 1993. када по сили закона престаје да ради у редовној настави, и поново заснива стални радни однос у Институту „Никола Тесла“. За време свог рада у настави значајно је допринео унапређењу начина и садржају предавања, а у складу са савременим токовима у овим областима.
По престанку сталног радног односа на Факултету, и касније по коначном одласку у пензију 1995, наставља свој активан рад на последипломским курсевима, и у оквиру комисија за докторате. Такође, наставља са другим видовима стручног и педагошког рада, и као резултат тога настаје 1997. уџбеник Електрични погони, који је основна литература за ову групу предмета, на свим факултетима на нашем говорном подручју.
Професор Вучковић је дуги низ година држао наставу и на Факултету техничких наука у Новом Саду.
Био је члан више студијских комитета JUKO CIGRE (Заштита и аутоматика, Обртне машине) и оснивач и председник Студијског комитета Једносмерни пренос и опрема енергетске електронике, од оснивања 1995. године (сада је то STK B4 HVDC и енергетска електроника), председник Друштва за Енергетску електронику и сарадник Савезног завода за стандардизацију.

## Објављене књиге и радови
Објавио је преко 100 научних и стручних радова и учествовао у изради још већег броја значајних студија, пројеката и уређаја у области аутоматике и регулације.
Објавио је и три монографије:
- Општа теорија електричних машина, „Наука“, Београд, 1992; друго издање „Наука“ и Институт „Никола Тесла“, 2009.

За књигу Општа теорија електричних машина Владан Вучковић је 1993. добио Октобарску награду града Београда за највредније достигнуће у области науке.
- Основи електроенергетике — електроенергетски претварачи, коауторски са Емилом Левијем и Владимиром Стрезоским, Факултет техничких наука и МП „Стилос“, Нови Сад, 1997.[2]
- Електрични погони, „Академска мисао“, Београд, 2002.

## Проблемски шах
У погледу бављења шаховском композицијом, Владан Вучковић је имао два периода активности, пре и после професионалне каријере, у размаку од преко 40 година. Оба периода су везана за утицај његовог три године млађег пријатеља грчког порекла, Трандафила Шапере (Τριαντάφυλλος Σιαπέρας, Triantafyllos Siaperas). Шапера је био велики зналац у шаху и шаховској композицији, вероватно највећи код нас у другој половини 40–их, иако је још био у средњој школи. Његов ученик био је и др Милан Вукчевић, један од најпознатијих светских ауторитета у овој области. Под утицајем Шапере, Владан је објавио прве проблеме 1946. или 1947, а када је почео да излази часопис Шах (1947–1952) постао је сарадник у уређивању рубрике за проблемски шах. Када се Шапера вратио за Грчку, 1952, где ће препородити тамошњи шах, Вучковић завршава студије и запошљава се, а часопис Шах престаје са излажењем, тако да се година објављивања последњег Вучковићевог проблема у том периоду, 1952, поклапа са Шапериним одласком.
После дуге паузе, 40 година касније, вест о Шапериној смрти, 1994, била је повод да се Владан, после пензионисања, врати проблемском шаху. Тада почиње и познанство са Марјаном Ковачевићем, уредником шаховске рубрике у Политици и актуелним светским прваком у компоновању шаховских проблема. Тада започиње највећи процват проблемског шаха у Србији: 1994. године Милан Велимировић оснива часопис Мат Плус, обновљена су такмичења прекинута распадом Југославије, па је у периоду 1994–1997. област проблемског шаха дигнута на много виши ниво.
Почетком трећег миленијума Владан Вучковић је преузео улогу секретара Друштва проблемиста Србије (ДПС) и једно време је уређивао Билтен ДПС, а на петом и шестом Аматерском првенству Југославије у компоновању шаховских проблема 1999 и 2002. имао је улогу неутралног судије у свим категоријама. Занимљиво је да је Владан Вучковић највећи међународни успех у компоновању шаховских проблема доживео једним од последњих радова из 2001, који је на немачком тематском турниру добио прву награду.

## Музика
Владан Вучковић је 1952. завршио средњу музичку школу „Станковић“, Одсек клавир, и почео да студира клавир на Музичкој академији, код проф. Емила Хајека. Као студент свирао је у камерним саставима у Академском културно–уметничком друштву „Бранко Крсмановић“. Касније је своје свирање, због својих других обавеза, морао да ограничи само за своје пријатеље. Био је близак са академиком Петром Миљанићем, а друговао је са композитором Василијем Мокрањцем.